# Discocyrtus catharinensis
Discocyrtus catharinensis is een hooiwagen uit de familie Gonyleptidae.